# Васьков, Анатолий Тихонович
Анатолий Тихонович Васьков (родился 15 сентября 1943 года, посёлок Крупиново, Брасовский район Брянская область) — советский и российский политический деятель. Представитель администрации Тульской области в Совете Федерации, профессор на кафедре психологии и педагогики в юридическом институте Министерства Внутренних Дел  Российской Федерации.

## Биография
Родился в поселке Крупиново Брасовского района Брянской области 15 сентября 1943 года. В 1972 году окончил Ленинградский государственный университет имени А. А Жданова. В 1976 году окончил Ленинградскую высшую партийную школу. Защитил диссертация кандидата философских наук, доцент.
Работал монтажником-испытателем на Брянском машиностроительном заводе. Проходил службу в рядах Советской армии. После службы в армии, работал мастером производственного обучения и секретарём ВЛКСМ в профессионально-техническом училище города Брянска.
Работал инструктором Брянского районного комитета ВЛКСМ. Секретарь комитета комсомола Херсонского мореходного училища. Секретарь комитета ВЛКСМ химического факультета Ленинградского университета. Инструктор исполнительного комитета Выборгского районного Совета народных депутатов города Ленинграда.
С 1980 года — помощник председателя исполнительного комитета Ленинградского городского Совета, консультант Дома политического просвещения, инструктор орготдела Брянского областного комитета КПСС. Преподавал в Московской партийной школе.
Директор Центра повышения квалификации и переобучения руководителей и специалистов, заведующий отделом межрегиональных связей Комитета экономики и прогнозирования Правительства Москвы.
С 1992 по 1996 годы — начальник секретариата, помощник президента, вице-президент АО «Мосинтур». С января 1995 года — глава представительства администрации Брянской области при правительстве РФ. С 1996 года — помощник мэра города Санкт-Петербурга в Совете Федерации Федерального Собрания Российской Федерации.
С 1997 года работал в Совета Федерации РФ, в должности заместителя начальника Организационного управления Совета Федерации. С 2001 по 2004 год — представитель в Совете Федерации Федерального Собрания Российской Федерации от администрации Тульской области, член Комитета по социальной политике, первый заместитель председателя Комиссии по естественным монополиям, член Комиссии по контролю за обеспечением деятельности Совета Федерации.
С июля 2005 года по май 2010 года — представитель в Совете Федерации от администрации Тульской области. Член Комитета Совета Федерации по природным ресурсам и охране окружающей среды, Комиссии Совета Федерации по контролю за обеспечением деятельности Совета Федерации.

## Награды
- Юбилейная медаль "Двадцать лет Победы в Великой Отечественной войне 1941-1945 годов"[2].
- Юбилейная медаль "50 лет Вооруженных Сил СССР"[2].
- Юбилейная медаль "60 лет Вооруженных Сил СССР"[2].
- Медаль "Ветеран труда"[2].
- Юбилейная медаль "50 лет Победы в Великой Отечественной войне 1941-1945 годов"[2].
- Медаль "В память 850-летия Москвы"[2].
- Медаль "В память 300-летия Санкт-Петербурга"[2].
- Орден Почета[2].
- Орден «За заслуги перед Отечеством» IV степени (2007).